# Nederlandse Spoorwegen Hengelo
Nederlandse Spoorwegen Hengelo (N.S.H.) is een Sport- en Ontspanningsvereniging van NS personeel in de regio Hengelo (Overijssel)) die in de jaren 1960 als eerste sponsoring ontving in de Nederlandse volleybalwereld.
N.S.H. is op 7 juli 1947 opgericht door een aantal actieve spoormensen. De volledige naam is S.S.O.V.-N.S.H. met een verenigingsgebouw in Hengelo (ov) met de naam 't Schöpke. Het doel van de vereniging is als volgt geformuleerd; "Het beoefenen en bevorderen van sport en ontspanning als middel tot persoonlijkheidsvorming, geestelijk en lichamelijk, onder het personeel van de N.V. Nederlandse Spoorwegen en dat der dochterondernemingen."
De bekendste volleybaltrainer was Gerrit van Wijk, met als spelers onder meer Ron Schenker, Albert Baas, Lex van Koningsveld, Jack Maat, Aart Stegeman, Erik Schott en Bert Stubbe. Onder zijn hoede promoveerde de club naar de eredivisie volleybal. Het was voor het eerst dat een Twentse vereniging dit bereikte.
N.S.H. is  een omnivereniging met de volgende afdelingen: tafeltennis, fitness, fotografie, kaartclub, biljarten, muziekvereniging, schieten en darten. Daarnaast worden er verschillende evenementen georganiseerd.
Iedere afdeling heeft een eigen bestuur en is zelfstandig.
Het bestuur van N.S.H. is het overkoepelend bestuur van de hele (omni)vereniging.